# Synothele taurus
Synothele taurus is een spinnensoort uit de familie Barychelidae. De soort komt voor in West-Australië.